# Fanpiro
Fanpiro es un juego de rol humorístico español creado por David Alabort y Joan Pol Romeu y ambientado en el universo Fanhunter de Cels Piñol. Se trata de una parodia del juego Vampiro: la mascarada de la editorial White Wolf.

## Descripción
En el universo Fanhunter un tirano demente llamado Alejo I ha prohibido prácticamente todas las expresiones de ocio excepto la obra de Philip K. Dick y gobierna la mayor parte de Europa con una mezcla de dictadura y buenrollismo popular. Los fanes del cine, música, videojuegos, cómics, rol, o cualquier otro tipo de subcultura son perseguidos y se han organizado en una Resistencia que se opone al invasor con los conocimientos obtenidos de sus obras preferidas como bandera y guía.
Los fanpiros son unos fanes muy especiales, ya que poseen unos poderes sobrehumanos llamados Disciplinas, similares a los poderes vampíricos, a cambio de una fuerte adicción a consumir... no sangre, sino subcultura.

## El origen de los Fanpiros
Para destruir a la Resistencia, el tirano Alejo I ordenó a un científico, el profesor Barrabás Maguila, desarrollar un virus destinado a carcomer el cerebro de los fanes. Pero le salió el tiro por la culata, ya que en algunos fanes la mutación cerebral no fue destructiva, sino que les dio unos poderes conocidos como Disciplinas (aunque a cambio de una corta enfermedad llamada "trancazo", y de una enfermiza adicción permanente a comerse la subcultura que les guste): Son los fanpiros.
Hay fanpiros que no han logrado pasar el "trancazo" (una crisis similar a la gripe durante la cual se produce la metamorfosis) y no han logrado convertirse en verdaderos fanpiros, sino solo en adictos terminales a la subcultura, cuyo cerebro se paraliza si no obtiene su ración de la misma. Pero estos desgraciados no son más que la tapadera tras la que se esconde un misterio mucho más impresionante. 
Los verdaderos fanpiros tienen extraordinarios poderes (disciplinas) durante la noche. Soportan la luz del día (aunque bajo el sol no pueden utilizar sus disciplinas, y se resienten algunas de sus facultades, por lo que prefieren la vida nocturna) y no enferman ni envejecen. Se alimentan de Vicio (sus aficiones "subculturales"), en lugar de la clásica sangre de los vampiros.
Algunos ejemplos de disciplinas fanpíricas son: dominar la mente de alguien mediante hipnosis o alucinaciones, hablar con los muertos, fuerza sobrehumana, capacidad de cambiar camaleónicamente su cuerpo o incluso convertirse en animales o seres míticos.

## El blíster: la sede del poder
El blíster es la posesión más preciada de un fanpiro: una pieza única, (por ejemplo la partitura original de la canción que lanzó al estrellato a tu ídolo musical). Los poderes del fanpiro residen en el blíster; si este es destruido, pierde TODOS sus poderes.

Hay un medio de absorber los poderes de un fanpiro: comerse su blíster. El fanpiro que haya cometido tal fechoría adquirirá algunos de los poderes que este objeto contiene... a cambio de hacer una faena muy gorda a su propietario legítimo, por lo cual la "blisterización" es un delito muy mal visto entre los fanpiros, aunque muy apreciado por el diabólico Sabadete.

## Clubes fanpíricos
Hay muchos Clubes de fanpiros, según sus aficiones; pero en líneas generales están divididos en dos grandes facciones rivales:
- La Camorrilla: liderada en Barnacity por un tal Justino (especie de mafia oficial: intentan dominar subrepticiamente la ciudad sin fastidiar demasiado a nadie).
- El Sabadete: Parodia del Sabbat de Vampiro; les van los aquelarres y sembrar el terror indiscriminadamente.

Y también hay Clubes que son independientes de estas dos facciones, claro. Además, existen los Anarcoides, un grupo de fanpiros bastante pequeño que sigue los caminos de la Resistencia y continúa en su lucha contra Alejo sin importarles lo más mínimo los politiqueos fanpíricos.

### Clubes pertenecientes a la Camorrilla
- Bullah: Fanes de la música. Activos, justicieros, defienden al débil. También hay que decir que tienen la mecha corta... y que no es nada agradable cabrear a un Bullah. Disciplinas: Celeridad, Potencia, Presencia.
- Fanferatu: Fanes de la informática, videojuegos y chats. Feísimos, tímidos. Se pasan la vida escondidos (excelentes espías) o moviéndose en el mundo virtual, donde ligan, juegan o buscan información. Disciplinas: Bichismo, Camuflaje, Potencia.
- Filmtrue: Fanes del cine. Sofisticados y con ambición (trepas natos). Están en la jet y suelen ser los que mandan. Disciplinas: Dirección, Fortaleza, Presencia.
- Roleador: Fanes del rol sofisticado y gótico (como Vampiro: la mascarada). Disfrutan con la interpretación y desprecian los dados. Aman la belleza y el placer (y los vicios). Están en la jet. Disciplinas: Celeridad, Fanpex, Presencia.
- Trekkere: Fanes de la Ciencia ficción. Les van los uniformes y la organización al estilo de Star Trek y han desarrollado una magia (Trekketurgia) que les permite teletransportarse, crear cyborgs y sables láser, etc. Disciplinas: Dirección, Fanpex, Trekketurgia.
- Wargamian: Fanes de los Wargames (juegos de estrategia, cuanto más enloquecedoramente complicados, mejor). Están locos, pero son excelentes estrategas. Disciplinas: Camuflaje, Fanpex, Hexagonía.

### Clubes Independientes
- Arsamita: Fanes de las artes marciales (y del flamenco), especialmente versados en el ninjutsu. Son mercenarios a sueldo. Disciplinas: Camuflaje, Celeridad, Escoñación.
- Fángola: Monstruo mutado, producto de experimentos de los Trekkere y aficionados a los muñecos articulados y lo relacionado con ellos. Muy fuertes pero tienen poco seso. Disciplinas: Brutismo, Fortaleza, Potencia.
- Gangrol: Les gusta Tolkien, la vida campestre y los juegos de rol épico-medievales llenos de combates y tiradas de dados. En Barnacity son independientes, pero en otras ciudades pertenecen a la Camorrilla. Disciplinas: Bichismo, Fortaleza, Goblean.
- Gialloni: Mafiosos italianos y amantes del cine de terror y gore, capaces de hablar con los muertos, zombificarlos, etc. Regentan pizzerías y heladerías como negocio-tapadera (ningún fanpiro les comprará una pizza, y menos con carne). Disciplinas: Muertomancia, Dirección, Potencia.
- Hijas de la Afonía: Fanes de ídolos de quinceañeras, "triunfitos" y similares, así que no es difícil saber en qué se basan sus aficiones. Disciplinas: Ysterya, Fortaleza, Presencia.
- Perseguidores de Teth: También llamado Tethitas, son fanes del porno y de todo lo que tenga que ver con el Antiguo Egipto. Lo suyo es seducir, engatusar, embaucar y pervertir. Disciplinas: Pornis, Camuflaje, Presencia.
- Reggaedi: Empresarios fumetas (malolientes, de cuerpo casi zombi). Controlan la industria de la música. Disciplinas: Camuflaje, Fiambrosis, Fortaleza.
- Robavnos: Llamativos, poco amigos de la policía. Excelentes ladrones e hipnotizadores, son maestros de las ilusiones gracias a su Quinquimerismo. Disciplinas: Quinquimerismo, Bichismo, Fortaleza.
- Sanubri: Hippies pacifistas (casi extinguidos por eso). Solo luchan sin dañar. Difamados por los Trekkere, quienes blisterizaron al antiguo líder Sanubri. Disciplinas: Fanpex, Fortaleza, Noveahs.
- Caitiff: Son los "sin-club", ya que no tienen aficiones demasiado definidas (simplemente gorronean material ajeno y nunca lo devuelven). Son bastante despreciados por el resto de la sociedad fanpírica y muchos de ellos han decidido unirse a los Anarcoides. Disciplinas: Cualquiera (excepto Trekketurgia y Muertomancia).

### Clubes del Sabadete
- Enlasombra: Fanes del terror gótico o psicológico. Aterrorizan indiscriminadamente a quien se ponga a su alcance. Buenos en politiqueo y manipulación. Disciplinas: Dirección, Ensombración, Potencia.
- Piertzingce: Fanes del gore, son crueles y expertos en body art. Pueden cambiar su aspecto y el de otros (incluso la fuerza, complexión etc)... para bien o para mal, según deseen. Disciplinas: Bichismo, Fanpex, Viciositud.

En el Sabadete no hay ningún Club más, pero hay fanpiros "anticlub", o sea renegados de otros clubes, que también se han unido al Sabadete. Mención especial merecen los Panteras, que son Caitiff acogidos por el Sabadete y usados como carne de cañón, pero a los que se les hace creer que tienen cierto "respeto" hacia ellos.

## Disciplinas
- Bichismo: Permite al fanpiro hablar con los animales, pedirles ayuda e incluso ver y oír a través de sus sentidos.
- Brutismo: Poderes ligados a la piedra: convertirse en estatua, obtener información tocando un edificio, etc.
- Camuflaje: La víctima no puede ver al fanpiro, o bien le ve pero cree que se trata de otra persona.
- Celeridad: Rapidez sobrehumana (supervelocidad).
- Dirección: Controlar a un sujeto "grabando" en su subconsciente órdenes de distintos tipos.
- Ensombración: Manipulación de sombras que permite al fanpiro ocultarse en ellas, convertirlas en fuertes miembros corpóreos e incluso transformarse en una sombra.
- Escoñación: Silencio y precisión de ataque de estilo ninja, pero mucho más efectivos.
- Fanpex: Permite ver el aura y los recuerdos de un objeto o persona, e incluso el contacto telepático.
- Fiambrosis: Manipulación del cuerpo del fanpiro para crear útiles (bolsillos, cuerdas), convertirse en cenizas y regenerarse a voluntad.
- Fortaleza: Resistencia sobrehumana a los ataques que sufra el organismo del fanpiro.
- Goblean: Capacidad de transformar todo o parte del cuerpo del fanpiro en lobo, golem de piedra o razas fantásticas (ojos de orco que ven en la oscuridad, por ejemplo)
- Hexagonía: Este poder puede enloquecer a la víctima, haciéndole oír voces, obedecer, o incluso sufrir graves daños mentales.
- Muertomancia: Disciplina que permite hablar con fallecidos, conservarlos e incluso controlarlos (zombificarlos)
- Noveahs: El "tercer ojo" permite ver el estado de salud de un sujeto, anestesiarlo o curarle imponiéndole las manos.
- Pichurrimancia: Trucos de magia (hacer aparecer objetos, liberarse de esposas, bloquear una puerta mágicamente...)
- Pornis: Permite hipnotizar a un sujeto para dejarlo quieto, sonsacarle secretos o hacerle creer que una burda falsificación es auténtica.
- Potencia: Fuerza sobrehumana.
- Presencia: El fanpiro consigue fácilmente la colaboración de los demás (o intimidarlos, según desee).
- Quinquimerismo: Disciplina de sugestión, capaz de manipular a la víctima haciéndole "ver" infinidad de cosas que en realidad no están ocurriendo (es una potente realidad virtual)
- Trekketurgia: Poderes de ciencia ficción: creación de órganos artificiales, control mental de ordenadores, alteración de la realidad (estilo Matrix), rayos láser, sables luz, teletransporte.
- Viciositud: Modificación corporal del fanpiro o de quien este desee, cambiando realmente su aspecto, para que se parezca a otra persona o incluso para proporcionarle rasgos monstruosos (a veces útiles en combate).
- Ysterya: Disciplina especial de las Hijas de la Afonía. Son capaces de emitir chillidos que actúan como ataques sónicos para romper objetos o aturdir a un enemigo.

## Las tradiciones de los fanpiros
Al menos en teoría, los fanpiros han de cumplir cuatro tradiciones que han de cumplir a rajatabla en sus nuevas vidas como consumidores insaciables de vicio.
- Primera tradición - Respeto: No atacarás a otro hermano ni te apropiarás de su material
- Segunda tradición - Obediencia: Seguirás los dictados de tu Príncipe
- Tercera tradición - Secreto: No revelarás tu condición de fanpiro a los humanos
- Cuarta tradición - Frente Común: Todos los fanpiros compartimos una lucha.

## Libros aparecidos
- Fanpiro, el juego de rol narrativo y punkdeprimente 1.ª edición (mayo de 2001, agotado).
- Fanpiro, el juego de rol narrativo y punkdeprimente 2.ª edición.
- Pantalla caótica del Narrador.
- Guía del jugador I: Camorrilla e independientes
- Guía del jugador II: El Sabadete
- Crónicas fanpíricas
- Barnacity by Night

## Fanpiro y Vampiro: la mascarada
El juego es una clara parodia de Vampiro: la mascarada. El Sabadete y la Camorrilla se corresponden respectivamente al Sabbat y la Camarilla, las sectas de vampiros de dicho juego. Así mismo, cada club fanpírico parodia unívocamente a un clan vampírico, igual que lo hacen las disciplinas. Otras referencias, algo más veladas, son:
- El nombre de Justino Calcáneo, príncipe de Barnacity, es una parodia traducida de Justin Achilli, uno de los creadores de los juegos de rol Vampiro: la mascarada, Hombre Lobo y Aberrant, entre otros.
- En la ficha de Uriel Prometheus, el presidente Fanferatu de Barnacity, se habla de una conexión con los "Fantediluvianos", en clara referencia a los Antediluvianos, vampiros antiquísimos de gran poder del juego parodiado.
- La portada de las dos ediciones del manual básico son una parodia a la portada del manual básico de Vampiro: la mascarada.
- La portada del suplemento Guía del jugador II: Sabadete es una parodia de la "Guía del Sabbat" de Vampiro: la mascarada.